# زنبق صاف‌برگ
زنبق صاف‌برگ (نام علمی: Iris planifolia) نام یک گونه از سرده زنبق است.